# ダニエル・パトリック・モイニハン
ダニエル・パトリック・モイニハン（Daniel Patrick Moynihan, 1927年3月16日 - 2003年3月26日）は、アメリカ合衆国の政治家（民主党所属）および社会学者。駐インド大使（1973年 - 1975年）や国連大使（1975年 - 1976年）、連邦上院議員（1976年 - 2000年）を歴任した。カトリック教徒。

## 略歴
オクラホマ州生まれ。その後ニューヨーク市に移り、ベンジャミン・フランクリン高校卒業。荷役などの仕事を経て、ニューヨーク市立大学シティカレッジに進学。1年後、アメリカ海軍に入り、V-12海軍大学訓練プログラム（V-12 Navy College Training Program）によってタフツ大学で学び、同大学フレッチャー法律外交大学院で社会学の修士号および博士号取得。またフルブライト奨学生としてロンドン・スクール・オブ・エコノミクスに留学。
1950年代、W・アヴェレル・ハリマン（ニューヨーク州知事）のスタッフとして働く。1960年の民主党党大会にジョン・F・ケネディ陣営の一員として参加。ケネディおよびジョンソン政権時代に労働省次官補として「貧困との戦い」と呼ばれた社会福祉政策の立案に携わる。1968年、リチャード・ニクソンの大統領選挙チームに入り、都市問題担当の大統領顧問を務める。1973年から1975年までインド駐在アメリカ大使を経て、1975-1976年、国連大使。1976年、ニューヨーク州選出の上院議員に当選し、2000年に政界を引退。
その間、ウェズリアン大学、ハーバード大学、マサチューセッツ工科大学で教鞭をとり、また『コメンタリー』や『パブリック・インタレスト』などの雑誌で都市問題や貧困問題について積極的に発言した。
1984年アメリカ合衆国大統領選挙では、女性初の副大統領候補になったジェラルディン・フェラーロが、中絶に反対する教えを説くカトリック信徒でありながら、中絶を容認する政策を支持していたために、騒動が起こり、同じくカトリックかつニューヨーク州選出で、中絶を容認する政策を支持していたモイニハンも巻き込まれた。

## 家族
妻のエリザベス（Elizabeth Brennan Moynihan）は建築史家。二人の娘であるマウラ（Maura Russell Moynihan）はニューデリーのアメリカンスクールを経てハーバード大学卒業後、二人組コメディグループ「Moynihan and Green」を結成、1990年にリチャード・アベドンの息子ジョン(John Franklin Avedon)と結婚し、息子マイケル（en:Michael Avedon）を儲けた。2000年代はチベット活動家を名乗り、チベット潜入取材をした日本人監督・楽真琴のドキュメンタリー映画『雪の下の炎』のエグゼブティブ・プロデューサーを務めたとされる（ただし日本語サイトには記載なし）。また、2021年3月には、アジア人に対するヘイト行為が問題になる中、マンハッタンの路上ですれ違った韓国系アメリカ人カップルに人種差別的な暴言（「ここはあなたのいる場所ではない、中国に帰れ」など）を吐いたとして報道された。

## 著作
- Secrecy: the American experience, Yale University Press, 1998.
- Miles to go: a personal history of social policy, Harvard University Press, 1996.
  - 『政治家は、未来を告げる声を聞く―病めるアメリカと闘った30年』、リクター香子訳、社会思想社、1998年。
- Pandaemonium: ethnicity in international politics, Oxford University Press, 1993.
  - 『パンダモニアム―国際政治のなかのエスニシティ』、吉川元訳、三嶺書房、1996年。
- On the law of nations, Harvard University Press, 1990.
- Came the revolution: argument in the Reagan era, Harcourt Brace Jovanovich, 1988.
- Family and nation: the Godkin lectures, Harvard University, Harcourt Brace Jovanovich, 1986.
- Loyalties, Harcourt Brace Jova novich, 1984.
- Counting our blessings: reflections on the future of America, Little, Brown, 1980.
- Coping: essays on the practice of government, Random House, 1973.
- The politics of a guaranteed income: the Nixon administration and the Family assistance plan, Random Ho use, 1973.
- Maximum feasible misunderstanding: community action in the war on poverty, Free Press, 1969.

### 共著・編著
- The future of the family, edited by Daniel P. Moynihan, Timothy M. Smeeding, and Lee Rainwater, Russell Sage Foundation, 2004.
- A dangerous place, Daniel Patrick Moynihan, with Suzanne Weaver, Little, Brown, 1978.
- Ethnicity: theory and experience, edited by Nathan Glazer and Daniel P. Moynihan, Harvard University Press, 1975.
  - 『民族とアイデンティティ』、内山秀夫訳、三嶺書房、1984年。
- On equality of educational opportunity, edited by Frederick Mosteller and Daniel P. Moynihan, Vintage Books, 1972.
- Toward a national urban policy, edited by Daniel P. Moynihan, Basic Books, 1970.
- Urban America: the expert looks at the city, edited by Daniel P. Moynihan, Voice of America Forum Lectures, 1970.
  - 『都市の危機―専門家たちの提言』、黒田俊雄訳、住宅新報社、1971年。
- On understanding poverty: perspectives from the social sciences, edited by Daniel P. Moynihan, with Corinne Saposs Schelling, Basic Books, 1969.
- The defenses of freedom: the public papers of Arthur J. Goldberg, edited by Daniel Patrick Moynihan, Harper & Row, 1966,
- Beyond the Melting Pot: The Negroes, Puerto Ricans, Jews, Italians, and Irish of New York City, Nathan Glazer and Daniel Patrick Moynihan, MIT Press, 1963.
  - 『人種のるつぼを越えて―多民族社会アメリカ』、阿部齊・飯野正子訳、南雲堂、1986年。

## 参照
1. ↑  US ambassadors to the UN
2. ↑  池端祐一朗「84年大統領選挙におけるマリオ・クオモの演説: 政治家の信仰と職責」『共生学ジャーナル』第6巻、大阪大学大学院人間科学研究科 『共生学ジャーナル』 編集委員会、2022年、106-129頁、doi:10.18910/86428、ISSN 24326755、2022年3月28日閲覧。
3. ↑  Maura Moynihan, a Comic, Is Married To John F. Avedon, a Writer, on L.I.The New York Times, July 22, 1990
4. ↑  雪の下の炎公式サイト
5. ↑  Fire under the Snow Official site
6. ↑  'Go back to China': Racist rant suspect ID'd as daughter of late NY senatorABC 7, Eyewitness News, March 19, 2021